# Курскрезинотехника
ОАО «Курскрезинотехника» — российское предприятие резинотехнической промышленности. Полное наименование Открытое акционерное общество «Курскрезинотехника». Предприятие расположено на территории Курской области и имеет производственные площади более 10 га.

## История предприятия
Строительство завода началось в январе 1946 года. Запуск первых линий, был осуществлен в сентябре 1948 года, был выпущен первый клиновой ремень. В 1949 году завод начал выпускать маты, бытовые дорожки и автомобильные коврики.
В 1950 году завод был объявлен важнейшей стройкой Главхимстроя. В 1951 году введен в эксплуатацию цех гуммирования валов и химаппаратуры.
За период 1950—1955 годов заводом были освоены совершено новые технологии в производствах транспортерной ленты и вентиляторных ремней. Так же в указанный период на предприятии открыто бюро рационализаторства и изобретательства.
В 1975 Открыт цех по пропитке синтетических тканей.
В период с 1975 по 1980 численность работников завода превысила 10 000 человек. Ежегодный прирост производственных мощностей более 10 %. Площадь предприятия увеличилась до 120 га.
В период с 1990 по 2000 введены в эксплуатацию линии по выпуску рукавов высокого давления с металлонавивками, налажено производство рукавов высокого давления с концевой арматурой.
Предприятие во время своего существования принимало активное участие в жилой застройке, обеспечивая жильем своих сотрудников. Вокруг заводов «Курскрезинотехника» и «Химволокно», расположенных на левом берегу Сейма, образовался административный округ города Курска, который получил название Сеймский в этом административном округе проживает около 150 000 человек.
В 2011 году была создана группа компаний «Рабэкс групп», ставшая крупнейшим в отрасли холдингом, куда кроме Саранского завода «Резинотехника» входит «Курскрезинотехника».

## Научная деятельность предприятия
Предприятие активно сотрудничает с различными научно техническими и испытательными центрами, такими как ГП ННЦ-ИГД им. Скочинского (г. Люберцы), ин-т им. Крылова (С.Петербург), НПО «Респиратор», «МакНИИ» (г. Донецк), АО «Пожнаука» (Москва)
Так же предприятие на своей базе неоднократно проводило научно технические конференции посвященные проблемам горной и добывающей промышленности

## Производственный потенциал предприятия
В 2013 году на предприятии была запущена уникальная по своим характеристикам каландровая линия.

## Книги о предприятии
О предприятии было выпущено 2 книги
- Н.Ф. Шитиков. «Богатырь Засеймья». — Курск: АП «Курск», 1993. — Т. 1. — 352 с. — ISBN 5-7277-0028-0.
- Л. Мнушкин. «Причал. Книга воспоминаний». — Курск: Курск: МУП «Курская городская типография», 2003. — Т. 1. — 352 с. — ISBN 5-8386-0044-6.

## Выпускаемая продукция
- Конвейерная лента
- Промышленные рукава
- Гидравлические рукава
- Рукава для авто
- Техническая пластина
- Ремни

## Адрес
Россия, 305018, г. Курск, пр. Ленинского Комсомола, д. 2